# Pozo Azul (Paraguay)
Pozo Azul (también conocido como Kilometro 192 o Cruce a Puerto Cabral) es una localidad paraguaya del Departamento de Presidente Hayes ubicada en el kilómetro 190 de la ruta PY09 "Transchaco", a unos 192 km de Asunción.
La localidad en la actualidad posee unos 45 habitantes aproximadamente y forma parte administrativamente del distrito de Benjamín Aceval, que se encuentra a 148 km de distancia.

## Toponimia
Lleva el nombre de Pozo Azul por la Estancia Pozo Azul, que fue una de las primeras en establecerse en la zona en el año 1949.
Su nombre de Kilometro 192 es por la distancia que existe entre esta localidad y la ciudad de Asunción, la capital del país.
Su otro nombre de Cruce a Puerto Cabral es debido a que en la localidad en el km 182 de la ruta PY09 existe un desvío de tierra de 130 km mantenido por la Asociación Ruta Pozo Azul, que pasa por varias estancias de la zona hasta llegar a Puerto Teniente Coronel Cabral, a orillas del río Paraguay, casi en frente de Puerto Antequera, departamento de San Pedro.